# Pigia multilineata
Pigia multilineata är en fjärilsart som beskrevs av George Duryea Hulst 1887. Pigia multilineata ingår i släktet Pigia och familjen mätare. Inga underarter finns listade i Catalogue of Life.